# Wielkie Łuki (Białoruś)
Wielkie Łuki (biał. Вялікія Лукі, Wialikija Łuki; ros. Великие Луки, WIelikije Łuki) – wieś na Białorusi, w obwodzie brzeskim, w rejonie baranowickim, siedziba sielsowietu Wielkie Łuki. Leży 15 km na południowy wschód od Baranowicz. 
W miejscowości stoi parafialna cerkiew św. Jerzego Zwycięzcy z 1926 roku.